# Аким-Анна
Аким-Анна — деревня в Сергиево-Посадском районе Московской области, в составе муниципального образования Сельское поселение Шеметовское (до 29 ноября 2006 года входила в состав Константиновского сельского округа).

## Население
| 1859 | 1905 |
| ---- | ---- |
| 40   | 30   |

| 2002 | 2006 | 2010 |
| ---- | ---- | ---- |
| 12   | ↘7   | ↘2   |

## География
Аким-Анна расположена примерно в 30 км (по шоссе) на север от Сергиева Посада, на реке Перемойка (левый приток реки Дубны), высота центра деревни над уровнем моря — 188 м.
Введенская церковь в селении Иокимоанновский погост известна с XVII века. Современное кирпичное пятиглавое здание, в стиле провинциального классицизма, с трапезной и колокольней, приделом Иоакима и Анны (отсюда современное название), построено в 1833 году. В 1930-х годах закрыта, возвращена верующим в конце 1990-х годов, действует.